# این دنیای دیوانه دیوانه ترانه
این دنیای دیوانهٔ دیوانهٔ ترانه (ایتالیایی: Questo pazzo, pazzo mondo della canzone) یک فیلم موزیکال ایتالیایی به کارگردانی برونو کوربوچی و جووانی گریمالدی است که در سال ۱۹۶۵ منتشر شد.

## بازیگران
- ساندرا موندیانی
- والریا فابریتزی
- آرولدو تیری
- آلبرتو بونوچی
- مارگارت لی
- ویتوریو کونجا
- دانا گیا
- اومبرتو دورسی
- هالینا زالفسکا
- کارلو پیساکانه
- آندره‌آ آئورلی
- جانی موراندی
- دینو
- ادواردو ویانلو
- لوچو دالا
- نیکو فیدنکو
- رمو جرمانی
- فرانسواز اردی
- پتولا کلارک
- لیتل تونی
- اودو یورگنس
- ریکی جانکو